# Prairie City (Oregon)
Prairie City és una població dels Estats Units a l'estat d'Oregon. Segons el cens del 2000 tenia 1.080 habitants.

## Demografia
Segons el cens del 2000, Prairie City tenia 1.080 habitants, 433 habitatges, i 286 famílies. La densitat de població era de 438,9 habitants per km².
Dels 433 habitatges en un 30,9% hi vivien nens de menys de 18 anys, en un 55% hi vivien parelles casades, en un 6,9% dones solteres, i en un 33,9% no eren unitats familiars. En el 27,9% dels habitatges hi vivien persones soles el 10,4% de les quals corresponia a persones de 65 anys o més que vivien soles. El nombre mitjà de persones vivint en cada habitatge era de 2,37 i el nombre mitjà de persones que vivien en cada família era de 2,86.
Per edats la població es repartia de la següent manera: un 25,6% tenia menys de 18 anys, un 4,5% entre 18 i 24, un 24,4% entre 25 i 44, un 25,3% de 45 a 60 i un 20,2% 65 anys o més.
L'edat mediana era de 42 anys. Per cada 100 dones de 18 o més anys hi havia 94,4 homes.
La renda mediana per habitatge era de 31.354$ i la renda mediana per família de 35.893$. Els homes tenien una renda mediana de 31.771$ mentre que les dones 24.500$. La renda per capita de la població era de 16.278$. Aproximadament el 10,6% de les famílies i el 14,7% de la població estaven per davall del llindar de pobresa.

## Poblacions més properes
El següent diagrama mostra les poblacions més properes.